# Ligne Nikkō
Ne doit pas être confondu avec Ligne Tōbu Nikkō.
La ligne Nikkō (日光線, Nikkō-sen) est une ligne ferroviaire du réseau JR East au Japon. Elle relie les gares d'Utsunomiya et Nikkō dans la préfecture de Tochigi.

## Histoire
En 1890, afin de faciliter l'accès d'un nombre toujours plus grand de touristes aux sites historiques de la ville de Nikkō, la compagnie privée Nippon Railway (日本鉄道, Nippon Tetsudō) ouvre la ligne Nikkō entre Nikkō et Utsunomiya.
La ligne est nationalisée en 1906.
Le 22 septembre 1959 la ligne est électrifiée.

## Caractéristiques

### Ligne
- longueur : 40,5 km
- électrification : 1 500 Vcc
- écartement des voies : 1 067 mm
- nombre de voies : voie unique

### Tracé
|  |

### Liste des gares
| Gare             | Nom japonais | Distance depuis Utsunomiya (km) | Correspondances                                                                                      | Localisation |
| ---------------- | ------------ | ------------------------------- | --- | ------------ |
| Utsunomiya       | 宇都宮       | 0                               | JR East Shinkansen : Tōhoku, Yamagata JR East : Shōnan-Shinjuku, Utsunomiya Métro léger d'Utsunomiya | Utsunomiya   |
| Tsuruta          | 鶴田         | 4,8                             | | Utsunomiya   |
| Kanuma           | 鹿沼         | 14,3                            | | Kanuma       |
| Fubasami         | 文挟         | 22,4                            | | Nikkō        |
| Shimotsuke-Ōsawa | 下野大沢     | 28,2                            | | Nikkō        |
| Imaichi (ja)     | 今市         | 33,9                            | | Nikkō        |
| Nikkō            | 日光         | 40,5                            | Tōbu : Nikkō (à Tōbu-Nikkō)                                                                          | Nikkō        |

## Matériel roulant

### En service

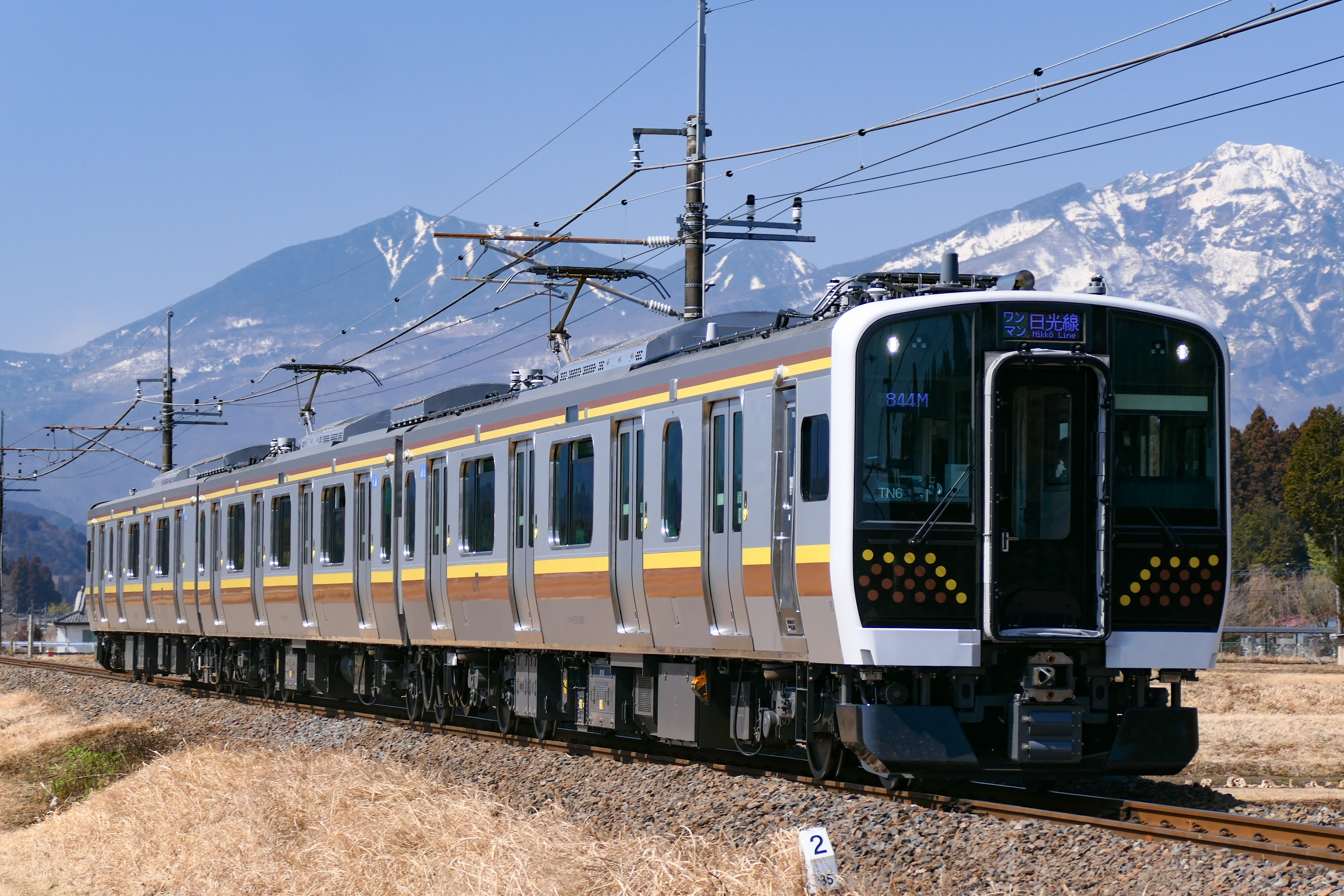
JR Série E131-600

### Retiré du service

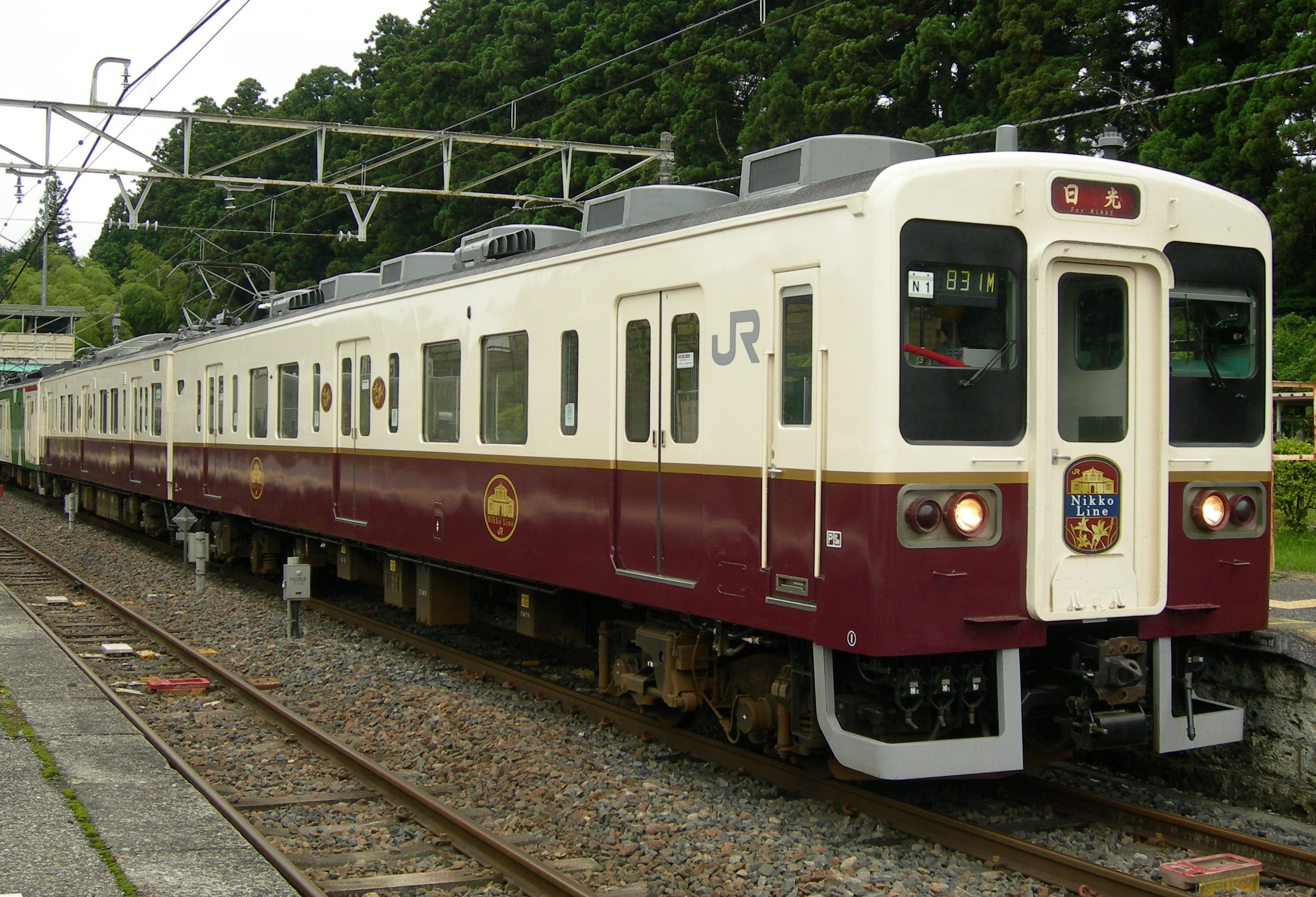
JNR Série 107
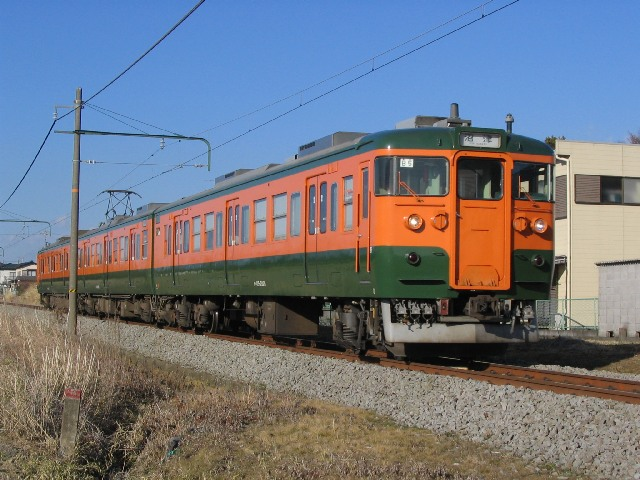
JNR série 115
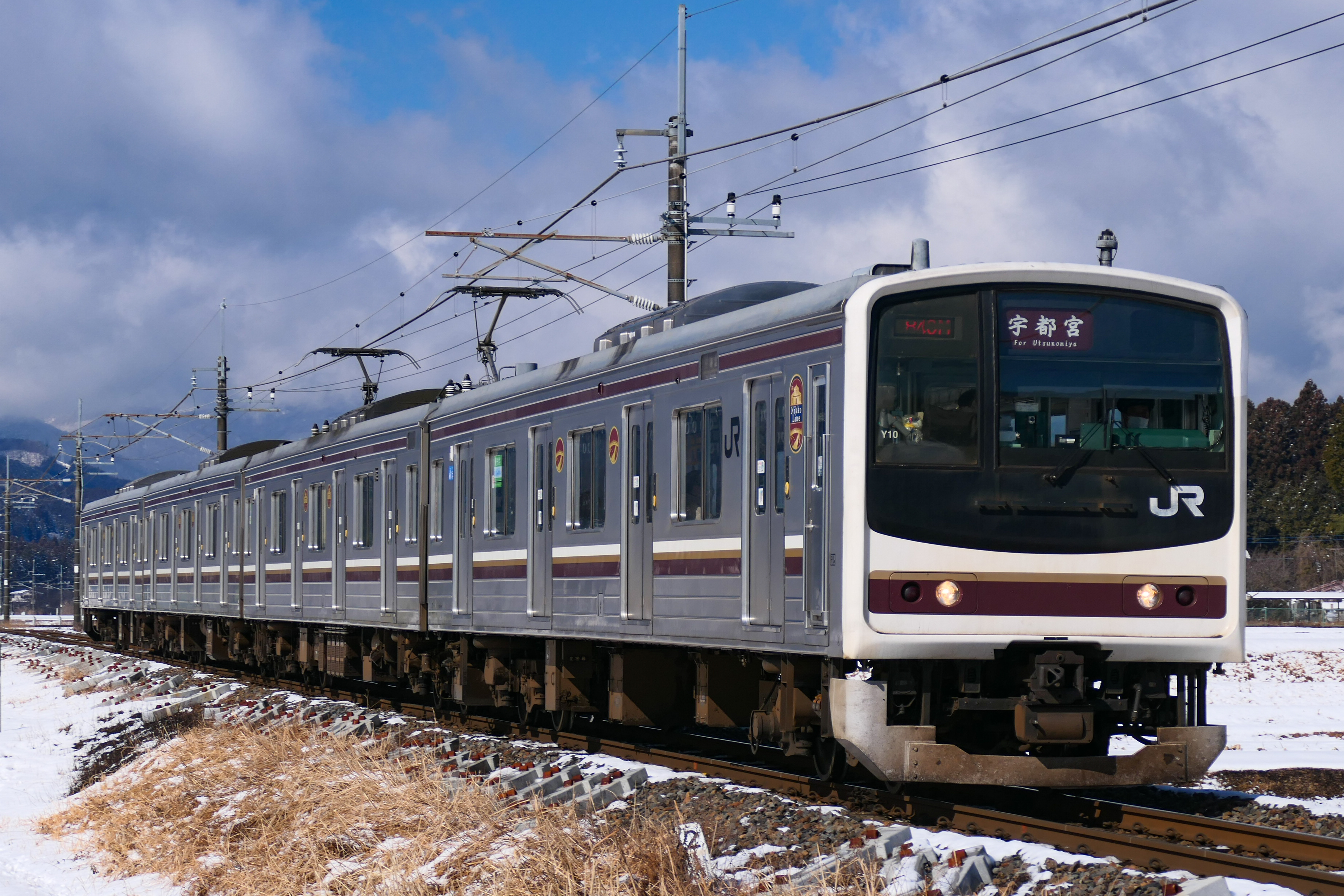
JR Série 205-600